# Vesna Parun
Vesna Parun, née le 10 avril 1922 sur l'île de Zlarin et morte le 25 octobre 2010 à Stubičke Toplice, est une poétesse yougoslave puis croate.

## Biographie
Vesna Parun est née en avril 1922 en Dalmatie dans l'île de Zlarin près de Šibenik, où sa famille vivait dans des conditions assez difficiles. Elle est scolarisée à Zlarin, Šibenik puis à Split. Elle étudie les langues romanes à Zagreb quand la guerre commence en 1941. Elle côtoie Predrag Vranicki et est proche des Partisans. Des membres de sa famille rejoignent le mouvement et sont tués.
Après le conflit, elle reprend ses études à la faculté de Zagreb, s'inscrivant en philosophie. L'année 1947 est marquée par une rupture avec son premier amour : « mon premier amour m’a fait perdre mes meilleures années. Je l’ai connu alors que j’avais seize ans », confie-t-elle quelques décennies plus tard, « c’était un insulaire, un inquisiteur, avec les pires traits de la mentalité traditionnelle despotique et certains nouveaux traits tout aussi inadmissibles qui venaient de la modernité. Lui par exemple ne voulait même plus se marier ! Dans le temps les despotes épousaient les femmes ! Lui n’épousait même plus. J’ai connu les hôpitaux, les avortements, l’humiliation. Mais cet amour m’a donné le sens de l’infini, et c’est ce qui est resté dans mon âme, dépassant cette situation impossible ».  Elle quitte Zagreb, travaille dans la ligne de chemin de fer Šamac - Sarajevo, et tombe malade du typhus. Cette même année de 1947, Parun sort son premier recueil, Zore i vihori, qui marque un tournant dans la poésie croate.
De 1962 à 1967, elle vit en Bulgarie où elle est mariée. Elle effectue de nombreuses traductions de la poésie bulgare pour le public yougoslave. Puis elle divorce et revient en Croatie. Dès lors, elle vit de ses écrits (poésie, essais, journalisme), et publie sans cesse. Elle fut aussi une peintre.

## Une poésie libre sur la société yougoslave puis croate
En 1945, la fin de la guerre est marquée en Yougoslavie par la victoire des Partisans de Josip Broz Tito et la mise en place d'une République fédérative populaire de Yougoslavie. De nombreux écrivains ayant fait leurs preuves dans les combats chantent la gloire de ce nouveau régime socialiste, du réalisme socialiste soviétique et des « lendemains qui chantent ». Dans ce contexte, la publication de Zore i vihori (aubes et tempêtes) par Vesna Parun fait l'effet d'une pierre d'achoppement, d'une marque d'anticonformisme et d'indépendance. C'est une «bombe de pur lyrisme» et de subjectivité, se consacrant à l'intime de l’être et de l’individu, chantant l’amour malheureux et le vécu de la guerre,. Cette œuvre lui vaut la réprobation du pouvoir, avant tout soucieux de respecter l'esprit du parti et, en matière culturelle, les dogmes d'Andreï Jdanov,.
L'année 1948 et la rupture de la Yougoslavie de Tito avec le Kominform favorise l'expression d'une plus grande diversité littéraire. En 1949, au congrès de l'Association des écrivains yougoslaves, à Zagreb, quelques auteurs, membres du parti, mettent en cause le conformisme jdanovien. Le congrès de cette même Association des écrivains à Ljubljana, en 1952, est un tournant décisif avec l'intervention de Miroslav Krleza, écrivain aux convictions de gauche bien avant la Seconde Guerre mondiale, qui plaide pour « la liberté de création artistique et la simultanéité des styles ». Vesna Parun, censurée durant quelques années, peut s'affirmer dès lors comme une des voix de ce « dégel », avec Vasko Popa. Autour de la revue Krugovi (Cercles) se groupent de jeunes écrivains. En 1985, aux assises littéraires de Novi Sad, Vesna Parun récuse à la tribune tout droit à un État de domination  sur l'individu. Mais le régime  s'effondre dans les mêmes années et Vena Parun va se trouver, malgré elle, rattachée à cette époque résolue de la fédération yougoslave, dénonçant les conflits qui éclatent et les guerres dans cette ex-Yougoslavie.

## Principales publications

### Poésie
- Zore i vihori (1947)
- Pjesme (1948)
- Crna maslina (1955)
- Vidrama vjerna (1957)
- Ropstvo (1957)
- Pusti da otpočinem (1958)
- Ti i nikad (1959)
- Koralj vraćen moru (1959)
- Konjanik (1961)
- Jao jutro (1963)
- Bila sam dječak (1963)
- Vjetar Trakije (1964)
- Gong (1966)
- Otvorena vrata (1968)
- Ukleti dažd (1969)
- Tragom Magde Isanos (1971)
- Sto soneta (1972)
- I prolazim životom (1972)
- Stid me je umrijeti (1974)
- Olovni golub (1975)
- Apokaliptičke basne (1976)
- Ljubav bijela kost (1978)
- Čitač snova (1978)
- Izabrane pjesme (1979)
- Mapa Magdica (1979)
- Šum krila, šum vode (1981)
- Salto mortale (1981)
- Izabrana djela (1982)
- Grad na Durmitoru (1988)
- Kasfalpirova zemlja (1989)
- Indigo grad (1990)
- Sonetni vijenci (1991)
- Tronožac koji hoda (1993)
- Začarana čarobnica (1993)
- Izbor iz djela (1995)
- Ptica vremena (1996)
- Smijeh od smrti jači (1997)
- Pelin basne (1998)
- Spužvica i spužva (1999)
- Političko Valentinovo (2000)
- Grijeh smrti (2000)
- Mozak u torbi (2001)
- Suze putuju (2002)

### Poésie pour enfants
- Patka Zlatka (1957)
- Tuga i radost šume (1958)
- Zec mudrijan (1958)
- Kornjačin oklop (1958)
- Mačak Džingiskan i Miki Trasi (1968)
- Mačak na mjesecu (1969)
- Miki Trasi i baka Pim Bako (1968)
- Miki slavni kapetan (1970)
- Karneval u Kukljici (1974)
- Poznanstvo s danima malog Maksima (1974)
- Igre pred oluju (1979)
- Dvanaest slikovnica o psima (1983)
- Hoću ljutić, neću mak (1983)
- Roda u školi (1988)
- Pokraj Kupe kad se vrapci skupe (1989)
- Moj prijatelj šišmiš (1990)
- Uspavanka za poljubac (1995)
- Kroz prozorčić zime (1995)
- Pčela, duga i mlin (1997)
- Tri morske pustolovke (2000)
- Morska kočijica (2001)
- Da sam brod (2002)

### Prose
- Pod muškim kišobranom (1987)
- Krv svjedoka (1988)
- Nedovršeni mozaik (1990)
- Hrvatska kraljica (1999)
- Noć za pakost – moj život u 40 vreća (2001)

## Publication en français
- La Pluie maudite, traduit du croate par Borka Legras et Anne Renoue, présenté par Predrag Matvejevitch, édition bilingue, Paris, Maison d’édition Obsidiane, 1990.